# Olearia glutinosa
Olearia glutinosa là một loài thực vật có hoa trong họ Cúc. Loài này được (Lindl.) Benth. mô tả khoa học đầu tiên năm 1867.